# خوجژ
خوجژ (به لهستانی:  Chodzież) یک منطقهٔ مسکونی در لهستان است که در شهرستان خوجژ واقع شده‌است. خوجژ ۱۲٫۷۷ کیلومتر مربع مساحت و ۱۹٬۵۲۵ نفر جمعیت دارد.

## خواهرخوانده
شهر نوتولن خواهرخواندهٔ خوجژ هست.